# زور بعرین
زور بعرین (به عربی: زور بعرین) یک روستا در سوریه است که در ناحیه عوج واقع شده‌است. زور بعرین ۱۶۴ نفر جمعیت دارد.